# Boesenbergia longiflora
Boesenbergia longiflora är en enhjärtbladig växtart som först beskrevs av Nathaniel Wallich, och fick sitt nu gällande namn av Carl Ernst Otto Kuntze. Boesenbergia longiflora ingår i släktet Boesenbergia och familjen Zingiberaceae. Inga underarter finns listade i Catalogue of Life.